# Regain (roman)
Pour les articles homonymes, voir Regain.

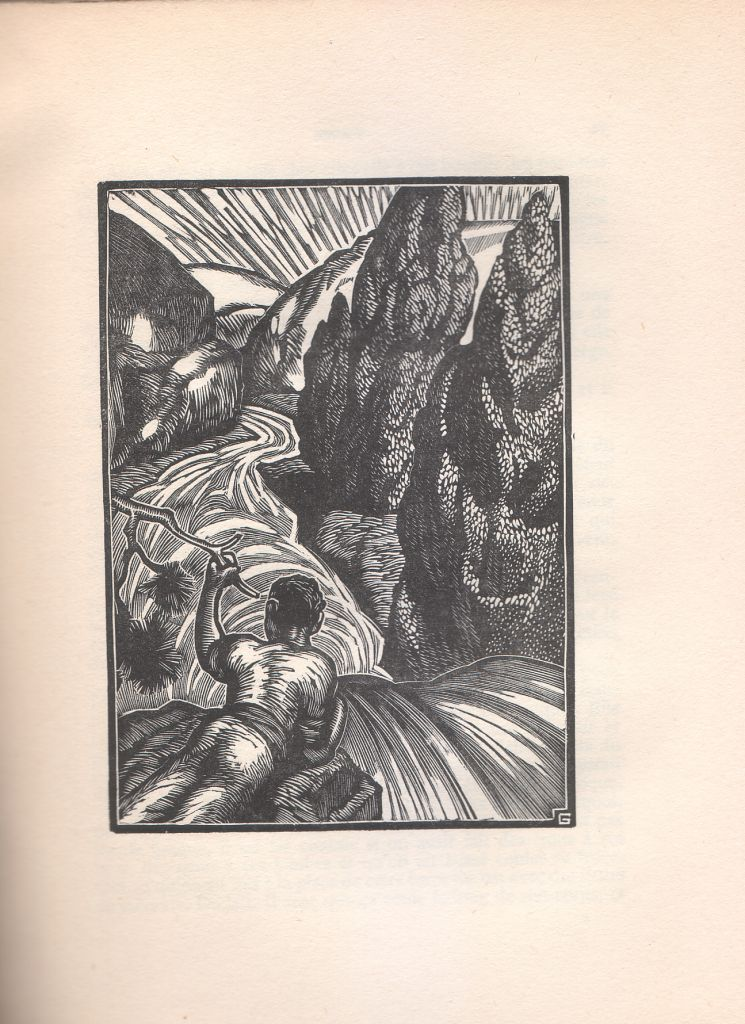
Une illustration de Louis William Graux (1889-1962) pour Regain de Jean Giono, réédité en 1935 à la Librairie Arthème Fayard, Paris, collection Le Livre de demain.

Regain est un roman de Jean Giono, paru en 1930 aux éditions Grasset.
L'intention de Giono était d'insérer Regain dans la trilogie de Pan juste après Colline et Un de Baumugnes.
À la fin de Présentation de Pan Giono écrit : « Il faudra que je parle de celui-là qui était tout seul au fond du plateau et puis qui a acheté une femme avec les soixante francs d'un âne et qui, de ça, a fait revivre toute sa terre, et qu'une herbe nouvelle a poussé et qu'on a pu faucher le regain. »

## Résumé
Au village d'Aubignane, il ne reste que trois habitants : le vieux Gaubert, la vieille « Mamèche » et Panturle, un homme dans la force de l'âge. Le jour où Gaubert part vivre chez son fils, Panturle se retrouve seul avec la Mamèche. Il souffre de cette solitude. Le jour même, la Mamèche lui dit qu'elle va lui amener une femme. Puis elle disparaît...
Panturle est désormais le seul habitant du village ; il vit essentiellement de la chasse.
Un soir, devant chez lui s'arrête un homme accompagné d'une jeune femme. Ils frappent à la porte, il n'ouvre pas. Lorsqu'ils s'éloignent, il les suit dans la nuit. En les filant, il manque de se noyer en tombant dans un gros ruisseau. Ils le sauvent, et le traînent sur la berge, inconscient mais sauf. Lorsqu'il reprend conscience, la femme est près de lui. Ils parlent longuement, puis « elle se renverse dans ce bras [...] et se couche dans l'herbe ».
Au matin, Panturle dit « Viens, on va à la maison ». Elle s'appelle Arsule, elle le suit.
Ils vivent ensemble, Panturle devient cultivateur. Une foi nouvelle l'anime. Arsule est maintenant la femme dans le logis de l'homme, qui n'est plus solitaire. L'amour est là, sans déclarations, tranquille et solide.
Au grand marché, ils vendent des boisseaux de grains de blé, un blé magnifique né des soins laborieux de Panturle.
Un jour l'homme, Gédémus, un rémouleur, reparaît à Aubignane et réclame un dédommagement parce qu'il va devoir acheter un âne pour tirer sa meule, à la place d'Arsule. Panturle lui donne l'argent qu'il demande, ils trinquent ensemble, et Gédémus disparait.
Finalement, une deuxième famille s’installe dans le village, qui va renaître grâce au labeur et à la volonté des hommes.
Arsule attend leur premier enfant.

## Autour de l'œuvre
Ce village imaginaire, Aubignane, serait le village de Redortiers (Haute-Provence) devenu désert après la mort de son dernier habitant, un berger. Jean Giono écrit en 1965 dans un essai sur la désertification des villages de Haute-Provence :
« Tout le long du XIXe siècle et pendant la première partie du XXe siècle, les villages de montagne de Haute Provence et du Dauphiné se sont dépeuplés. Certains comme Redortiers (canton de Banon), qui avait eu en 1750 sept notaires, ne sont plus aujourd'hui qu'une tache blanche sur les contreforts de la montagne de Lure : toutes les maisons se sont écroulées et le vent en a emporté la poussière : il n'en reste strictement rien. »
Une autre explication sur l'origine du nom Aubignane a été proposée par Pierre Kyria. Dans son avant-propos d'une édition de Regain, il écrit : « D'autres villages étaient appelés à connaître un sort semblable ; le nom même d'Aubignane vient peut-être d'une contraction entre Simiane, situé sur la route de Banon à Apt, et Aubignosc, qui se trouve à sept kilomètres et demi de Sisteron. »
La renaissance d'un village mort et délaissé par ses habitants est un thème majeur de l'œuvre de Giono. On le trouve aussi au cœur de la nouvelle L'Homme qui plantait des arbres.

## Édition
- Regain, Paris, éditions Bernard Grasset, 1930 ; réédition Grasset, collection Les Cahiers rouges, 2011,  (ISBN 9782246123392)

### Étude
- Anne-Marie Marina-Mediavilla, Laurent Fourcault, Regain de Jean Giono, Éditions modernes média, collection Étude d'une œuvre, 2000,  (ISBN 978-2-85398-086-9)